# Северо-Западный департамент Гаити
Северо-Западный департамент Гаити (фр. Le Département du Nord-Ouest) — один из 10 департаментов Гаити.
Располагается на севере страны и с островом Тортуга является самым северным департаментом Гаити.
Площадь составляет 2176 км², население 662 777 человек (по состоянию на 2009 год). Административный центр — город Пор-де-Пе.

## Округа и коммуны
В департамент входит 3 округа и 9 коммун:
- Моль-Сен-Николя (Môle Saint Nicolas)
  - Бе-де-Энн (Baie de Henne)
  - Бомбардополис (Bombardopolis)
  - Жан-Рабель (Jean-Rabel)
- Пор-де-Пе (Port-de-Paix)
  - Бассен-Блё (Bassin Bleu)
  - Шансольм (Chansolme)
  - Ля-Тортю (La Tortue)
  - Пор-де-Пе (Port-de-Paix)
- Сен-Луи-дю-Нор (Saint-Louis du Nord)
  - Анс-а-Фолёр (Anse-à-Foleur)
  - Сен-Луи-дю-Нор (Saint-Louis du Nord)